# Saqueig de Lawrence
El saqueig de Lawrence es va produir el 21 de maig de 1856, quan els activistes pro-esclavisme, dirigits pel xèrif Samuel J. Jones, van atacar i saquejar la ciutat de Lawrence (Kansas), que havia estat fundada per colons anti-esclavisme de Massachusetts, que esperaven per fer de Kansas un "estat lliure". L'incident va alimentar la guerra de guerrilles del Territori de Kansas que més tard es va fer conegut com a "Bleeding Kansas".
El cost humà de l'atac va ser baix: només va morir un membre de la banda proesclavista, i la seva mort va ser casual. Tanmateix, Jones i els seus homes van detenir la producció dels diaris "Free-Stater" Kansas Free State ("Estat Lliure de Kansas") i l'Herald of Freedom ("Herald de Llibertat"), fet que va significar el cessament de la publicació total del primer i que aquest últim trigués mesos a tornar a començar. Els homes pro-esclavistes també van destruir l'hotel Free State i la casa de Charles L. Robinson, qui posteriorment seria el primer governador de l'estat de Kansas (1861-1863).